# Структура тексту
Структура тексту — поняття, формулювання якого знаходиться у розвитку. Структура є природною властивістю тексту, це означає, що будь-яка теорія, яка прагне адекватно його описати, повинна відобразити його структурність.

## Елементи тексту

### Рубрикація
Рубрика — певним чином позначений підрозділ тексту.
Рубрикація — система взаємного зв'язку та підпорядкування рубрик видання, що візуально виражена взаємним зв'язком та підпорядкуванням заголовків цих рубрик.
Функціями рубрикації є структуризація та систематизація матеріалу, а також полегшення використання видання. Заголовки визначають «напрямок» читання та поглиблюють розуміння твору читачем.
Завдання редактора стосовно рубрикації: 
а) створити рубрикацію (поділити матеріал на розділи);
б) проконтролювати та відредагувати існуючу рубрикацію. У процесі роботи над рубрикацією редактор має відповісти на такі питання:
• Наскільки зручним для читача є поділ на рубрики та розміри суцільних порцій тексту?
• Чи відповідає складність рубрикації підготовці читача?
• Чи витримано співпідпорядкованість рубрик?
• Чи відповідають заголовки змісту тексту?
Існує правило «семи ССЦ»: Читач може цілісно сприймати текст, у якому не більше семи ССЦ (складних синтаксичних цілих). Якщо ж текст містить більше, ніж 7 ССЦ, його необхідно розділити.
Дрібність рубрикації має визначатися зручністю читацького сприйняття. Вона залежить від виду та призначення видання. Так, довідкові видання слід завжди ділити на частини рубрики.
Також на дрібність рубрикації впливає складність тексту: чим важчий для сприйняття текст, тим щільнішим має бути поділ.

### Переліки
Іноді у тексті подаються переліки різних положень або назв. Залежно від будови та значення вони формуються по-різному.
1. Переліки назв, деталей, визначень тощо, які складаються з окремих слів, невеликих словосполучень і речень, що не мають усередині розділових знаків, набирають у підбір із текстом. Елементи переліку відділяються один від одного комою.
2. Переліки, позначені цифрами, буквами українського, латинського (рідше) алфавіту. Кожен елемент переліку — з малої букви.
3. Переліки, що складаються з окремих речень, розгорнених словосполучень з розділовими знаками всередині. Кожен елемент — з нового рядка. Існують два варіанти оформлення: 
Перший. Як в пункті 2.
Другий. Елементи переліку не позначаються ні цифрами, ні літерами, тільки іноді з тире, подаються з втяжкою (більшою за абзацний відступ). Кожен елемент переліку — з малої букви.
4. Переліки з кількох закінчених речень. Кожен елемент — з великої букви, вкінці переліку — крапка, порядкові номери — цифра з крапкою.
5. Елементи переліку, позначені словами по-перше, по-друге, по-третє тощо.
6. При словесному позначенні важливо, щоб не було пропуску одного зі слів, що означають номери. Можливі такі помилки: 
а) пропуск номера переліку;
б) пропуск словесного позначення одиниці переліку з одночасним дублюванням цифрових і словесних позначень.

### Назви
Усі імена та назви (географічні, установ, організацій, закладів, політичних партій, історичних подій, епох тощо) треба перевіряти за довідковими виданнями.
1. Географічні назви подають в українській транскрипції і перевіряють за останніми виданнями — географічними атласами, словниками географічних назв і т. д.
2. Іншомовні прізвища даються, як правило, в українській транскрипції; у дужках можна подати це ж прізвище в оригінальному написанні.
3. Як правило, прізвища осіб даються з ініціалами, з одним ініціалом або повним іменем, причому протягом усього твору слід дотримуватися єдиного принципу.
4. Назви фірм, підприємств, залізниць і т. д. доцільно подавати повністю.

### Скорочення
Загальні вимоги до скорочення слів і словосполучень:
1. Відповідність характеру тексту (скорочення притаманні виданням для кваліфікованого читача).
2. Зрозумілість читачеві (дозволено подавати лише незначну кількість не загальновідомих скорочень, вони мають легко запам'ятовуватися).
3. Усунення омонімії.
4. Нейтральність форми.
5. Однотипність принципів і форми скорочення:
1) однотипні слова та словосполучення треба або всі скорочувати, або всі подавати повністю;
2) форма скорочення слова чи словосполучення має охоплювати не окремі слова/словосполучення, а їх групи.
6. Дотримання правил скорочення та написання скорочених слів і словосполучень.
Основні правила вживання скорочень:
1) скорочення типу та ін., і т. д. не рекомендується вживати в не довідкових виданнях у середині фрази, якщо за цим скороченням далі йде узгоджене ним слово;
2) скорочення при іменах, прізвищах, назвах — типу п. (пан), ім. (імені) — не рекомендується вживати на початку речення;
3) скорочення родових понять географічних назв (м., с., обл., р-н) не вживаються у художній і дитячій літературі;
4) скорочення при перехресних посиланнях і зіставленнях (див., пор., мал., с., табл.) найчастіше використовуються у науковій і навчальній літературі;
5) скорочення при датах у цифровій формі (р., рр.., до н. е., бл.), а також скорочення при числах у цифровій формі (грн, млн, млрд, тис., екз.) не вживаються у художній літературі й навчальній літературі для початкової школи.
Спеціальні скорочення — графічні скорочення, які широко використовуються у літературі для спеціалістів або в спеціальних видах тексту (напр., бібліографічних описах) і зрозумілі підготовленому читачеві без пояснення. Індивідуальні (введені тільки для одного видання чи групи видань) потребують розшифрування.

### Виділення
Виділення в тексті застосовують для того, щоб підкреслити головні положення та висновки; зробити логічний наголос на окремих словах, групах слів або реченнях; виділити правила, приклади, визначення, цитати, ремарки, тощо.
Засоби виділення: шрифтові (курсив, півжирний, великі літери, шрифти іншої гарнітури або кегля тощо), не шрифтові (розрядка, втяжки, лінійки, інша фарба тощо) і комбіновані — шрифтові й нештрифтові. (Розрядка — збільшення інтервалів між літерами. Втяжка — відступ)
1. Загальний принцип підбору виділень залежить від читацького призначення і виду літератури. У книжках для дітей, особливо дошкільного та молодшого шкільного віку застосовують півжирний шрифт, друк іншою фарбою, систему виділень за допомогою втяжок і лінійок, значно рідше — розрядку. У літературі для дітей середнього шкільного віку, переважно у підручниках, пів жирного менше, натомість широко вживають розрядку та курсив. У підручниках для старших класів середньої школи, технікумів, училищ переважають курсив і розрядка, значно рідше трапляється півжирний, ще рідше — виділення за допомогою лінійок і втяжок. Для виділень у літературі для вищої школи, а також наукових і виробничо-технічних виданнях користуються передусім розрядкою та курсивом, а також півжирним. У всьому виданні треба дотримуватись єдиної системи для кожної групи виділень (логічних, термінологічних тощо).
2. Шрифтові виділення застосовують ширше, бо вони простіші для сприймання.
3. Занадто велика кількість виділень у тексті не тільки не сприяє зосередженню уваги читача, але, навпаки, розпорошує її внаслідок строкатості набору.
4. У тексті окремі слова, терміни, визначення найчастіше виділяють світлим курсивом, нові поняття — розрядкою
5. Прізвища в основному тексті дають шрифтом без виділень; у бібліографічних списках — розрядку, рідше курсив або пів жирний.
6. Для кожного виду спеціальної літератури існує своя система виділень. Так, у наукових виданнях з біології, палеонтології латинські назви родини, роду та виду подають курсивом, прізвище автора — в розрядку, скорочені слова — шрифтом основного тексту.

### Числа
Як правило, в науково-технічній, виробничій, довідковій літератури числівники й іменники при них подаються у скороченому вигляді (причому ці скорочення підлягають певним правилам), а в публіцистиці, художній літературі, виданнях для школярів і молоді — повністю. Дотримуючись такого загального підходу до написання чисел у тексті, треба пам'ятати, що який би принцип написання не був обраний, його треба витримувати протягом усього видання.
1. Кількісні числівники до десяти, якщо біля них немає розмірностей, пишуться словами, а не цифрами, особливо у непрямих відмінках; числівники після десяти — цифрами.
2. При кількісних числівниках, за якими йдуть іменники, відмінкові закінчення (нарощення) не ставляться. Такі числівники пишуться цифрами без нарощення (цифри до 10 краще писати у тексті словами, якщо вони не супроводжуються одиницями вимірювання).
3. Числівники, які починають абзац, незалежно від кількості знаків, рекомендується писати словами.
4. Кількісні числівники при одиницях вимірювання пишуться словами.
5. У тексті класи цифр від п'ятизначних і вище краще писати словами. У технічній літературі писати цифри мішаним способом не рекомендується, особливо коли скорочене позначення класу цифри відділяє цифру від розмірності.
6. У п'ятизначних і більших числах слід відділяти класи цифр пробілами.
7. Чотиризначні цифри поділяють на класи лише в колонках, таблицях і висновках.
8. У фабричних марках, патентах тощо багатозначне число, яке означає порядкові номери, на класи не розбивають.
9. До порядкових числівників, позначених арабськими цифрами, додають нарощення (відмінкові закінчення): 
а) на одну букву — якщо закінчення на дві голосні (3-ї осі, 12-ю весною), на –й (4-й хребець, 16-й рік, 3-й роті); на приголосний (30-х років);
б) на дві букви — якщо закінчення на приголосну та голосну: 10-го класу, 3-тя рота, на 58-му (-ім) році життя.
10. Якщо декілька (понад два) порядкових числівників стоять один за одним, нарощення ставиться біля останньої цифри. Якщо числівники роз'єднані словами або літерами, нарощення ставиться біля кожного з них.
11. Нарощення не ставлять: 
а) у порядкових числівниках, що стоять після іменника;
б) при кількісних числівниках, за якими йдуть іменники (але коли кількісний числівник не супроводжується іменником, його можна подавати із нарощенням).
12. Нарощення ставиться, коли після дати немає вказівки на місяць чи рік.
13. Складні прикметники, першою частиною якого є числівник, а другою — метричні міри, знак процента, градуса тощо, слід писати або словами (п'ятиметровий, двадцятипроцентний) обидві частини (такі форми застосовуються у публіцистиці, художній та популярній літературі). У науковій літературі прикметник, складовою якого є числівник зі знаком процента, пишеться дещо інакше: 20 %–ний.
14. Якщо друга частина прикметника з числівником у складі — не метрична міра або знак, обидві частини пишуться словами.
15. Римські цифри мають чотири символи на позначення десяткових розрядів: І — один; Х — десять; С — сто; М — тисяча; в три символи — для їх половини: V — п'ять; L — п'ятдесят; D — п'ятсот.
Риска над цифрою збільшує її значення в тисячу разів: с — сто; С — сто тисяч.

### Дати
Дати в тексті пишуть по-різному — словами (дев'яності роки двадцятого століття), цифрами (26.12.1990) і найчастіше словами та цифрами (6 червня 1996 року). Проте у всьому виданні треба дотримуватись єдиного принципу їх оформлювання: писати дати словами або цифрами, скорочувати слова рік, століття, вік або писати повністю тощо.
1. Якщо місяці позначаються римською цифрою, то після числа доцільніше ставити не косу риску а крапку, після місяця перед роком робити відбивку без знаків.
2. Навчальний, господарський, бюджетний роки пишуться через косу або тире без відбивки, причому цифри тисячоліття і століття пропускаються, після риски або тире з чотирьох цифр залишають дві останні, а слово рік пишеться в однині.
3. В усіх інших випадках (крім п. 2) між цифрами, якими позначають роки, ставлять тире без відбивки; при цьому в обох датах повторюють повністю усі чотири цифри, а слово роки (рр.) подають у множині.
4. Слова рік, століття, вік пишуть повністю при цифрах у заголовках, а також коли вони виступають у ролі підмета або коли між датою і цими словами є інші слова.
5. У журнальних статтях науково-технічних і виробничих видань слід віддавати перевагу точним датам.

### Одиниці вимірювання
У виданнях, призначених для малопідготовленого або масового читача (художня література, популярна література, публіцистика) одиниці вимірювання трапляються рідко і пишуться повністю. Скорочуються у таких текстах тільки слова квадратний (кв.) і кубічний (куб.)
В інших видах текстів:
1. Одиниці вимірювання позначаються літерами або спеціальними значками (регламентується стандартом).
2. Існує два види позначень одиниць вимірювання: українські та міжнародні. Одночасне використання двох видів цих позначень в одному виданні не допускається.
3. Для буквених позначень одиниць вимірювання використовують шрифт основного тексту.
4. Позначення одиниць вимірювання набирають малими літерами, за винятком тих, що утворені від прізвищ.
5. Дозволяється ставити позначення одиниць вимірювання у заголовках граф і бокових таблиць, а також у поясненні величин до формул. Подавати позначення одиниць вимірювання у рядку з формулами, що виражають залежності між величинами, не допускається.
6. При позначуванні розмірів площ краще писати розмірність біля другої цифри.
7. Скорочені назви одиниць вимірювання перед цифрою не ставлять.

### Цитата
Цитати — це уривки з твору іншого автора або з офіційного документа, включені у даний текст.
Загальні вимоги до цитування:
1. Цитувати потрібно за оригіналом, а не за цитатою в іншому творі. Цитування за цитатою дозволяється, якщо:
• першоджерело недоступне;
• цитоване стало відомим саме завдяки тому автору, з твору якого він цитується.
2. Цитувати слід логічно завершений фрагмент, не змінюючи при скороченні його змісту.
3. Цитата має бути абсолютно точною (і в лексичному, і в граматичному, і в синтаксичному плані). Зберігаються також усі авторські виділення.

### Епіграф
1. Епіграф розташовують на початку книжки, частини або розділу. Епіграф, що належить до всього видання, подають на окремій сторінці, першій спусковій полосі тексту або, значно рідше, на титулі. Якщо епіграф стосується частини або розділу, то його ставлять перед текстом після назви розділу.
2. Як правило, епіграфом є цитата, отже, її не можна правити.
3. Після епіграфа ставиться такий розділовий знак, як у тексті джерела, з якого взято цитату (крапка, знак оклику чи знак питання), а коли речення не закінчене — три крапки.
4. Епіграф і підпис під ним набирають петитом без лапок або видільним шрифтом, найчастіше курсивом.

### Присвята
1. Текст присвяти звичайно належить до всього твору, тому його розташовують на окремій сторінці після титулу, рідше — на першій спусковій сторінці або на звороті титулу (перед епіграфом).
2. Присвяту набирають видільним шрифтом, найчастіше курсивом того ж кегля, що й основний текст. Крапку в кінці присвяти не ставлять.

## Основні ознаки структури тексту: цілісність та зв'язність
Поняття «структура тексту» перебуває у центрі уваги текстологів. Адже від результативності дослідження структури тексту залежить розв'язання цілої низки проблем аналізу тексту як засобу комунікації, проблем його розуміння й текстотворення.
Основними ознаками структури, як відомо, є цілісність і зв'язність. Поняття «зв'язності» як основної ознаки структури було розроблено в галузі математичних наук. Ця ознака дає змогу окреслити смислове поле тексту, тому для дослідження тексту є досить прийнятною. Зв'язність (когезія) регулюється в синтагматичному розрізі і є категорією логічного плану, яка дотримується логічних правил. Ця категорія чітко виявляється у письмових чи підготовлених текстах. В усному мовленні логічна зв'язність дозволяє створити текст, оптимальний для усного сприйняття. При цьому зв'язність тексту може бути оформлена двома видами засобів: зовнішніми і внутрішніми. Зовнішні засоби когезії мають формальні показники (граматичні і лексичні засоби), однак домінують внутрішні семантичні засоби зв'язності. Внутрішній зв'язок базується на спільності предмета опису, що є тим «стрижнем», що проходить через весь текст і як би «стягає» усі його частини в єдине ціле.
Хоч поняття «цілісності» об'єкта теоретично розроблене природничими науками, проте його також можна продуктивно використати при аналізі тексту, оскільки суттєвою ознакою цього поняття є нова властивість об'єкта (наприклад, смисловий зміст тексту), яка не виводиться безпосередньо лише із властивостей окремих елементів чи з відносин між ними і не дорівнює сумі їхніх властивостей.
Текст є викінченою графічно-знаковою формою, що сприймається як єдине ціле, яке характеризується межею сприймання: текст перетворюється в нетекст за умови, коли графічно-знакове оформлення виходить за межу допустимого сприймання певного предмета як тексту. Цілісність не співвідноситься безпосередньо з лінгвістичними категоріями й одиницями і має психолінгвістичну природу. Вона є вертикальною категорією, що зв'язує текст у єдине ціле, створює передумови для формування його як розумового утворення. Крім того, цілісність утворює внутрішню форму змісту тексту, тобто виступає засобом структурування його значеннєвої інформації.
Отже, структура тексту — це зв'язний тип організації смислового змісту тексту на рівні його повної цілісності.

## Типи текстових структур
Текст служить засобом впливу, що має свою структуру. Ця структура залежить від багатьох факторів, зокрема від предметного змісту комунікативної мети — задуму.
Існує декілька типів структур, які допомагають читачам краще зрозуміти зв'язний текст в залежності від типу структури, вжитої автором.
На думку М. Д. Феллера, ефективність тексту визначається ефективністю його структури. Ефективність же структури «проявляється в тому, що читач розуміє і сприймає повідомлення згідно з замислом автора». В інших випадках це можливість максимально швидко й повно відшукати необхідну читачеві інформацію. Ефективність тексту залежить від тих обставин, в яких відбувається процес спілкування: психофізичних станів автора і читача, їхніх мотиваційно-цільових сфер, умов спілкування. Самостійної ефективності тексту, зрозуміло, не існує. Ефективність його структури — один зі складників однієї соціальної ефективності, пов'язаної з іншими і підпорядкованої інформаційній цінності й значущості. Знаком ефективності структури тексту є його архітектонічна досконалість, що існує у графічно-знаковій тканині.
Текст, як продукт мовлення й предмет перцепції, фігурує в комунікативному середовищі у вигляді неоднозначної графічно-мовної системи й структури. Образно кажучи, на шляху від автора до читача (реципієнта) текст втрачає або набуває побічних смислів, підтекстів, значень тощо. Цьому сприяють умови текстового комунікативного обігу, а саме: недосконалість графічно-знакової системи, покликаної виражати зміст твору (відсутність необхідного набору знаків для фіксації, зокрема, паралінгвістичної інформації, носіями якої є жести, міміка тощо; архітектонічна уніфікація текстів одного жанру, але різних за змістом, що «уніфікує» й процес сприймання та розуміння змісту твору); відірваність тексту як графічно-знакового продукту від його автора, що веде до порушення нормального, двобічного характеру комунікації; відірваність тексту також від природної ситуації, в якій, згідно зі змістом твору, він мав фігурувати тощо Через ці умови авторський зміст тексту й читацький не завжди є одним і тим же.

### Типологічна структура
Типологічна структура не охоплює всіх індивідуальних впливів, які можуть бути у тексті, вона формується з суспільно необхідних і соціально обумовлених елементів, які через свою практичну придатність здатні стимулювати міркувальну, емоційну і вольову активність читача в сфері соціальної практики. Тому саме на реалізацію типологічної структури тексту свідомо або несвідомо орієнтовані всі зусилля автора. Із цього загального призначення тексту як реальної важливої життєвої основи, на якій відбувається прийняття важливих рішень читачем, постає проблема ефективності тексту і тих засобів, атрибутів, параметрів, критеріїв, факторів, що забезпечують цю ефективність.

### Фактологічна структура
Основою фактологічної структури є логіко-поняттєві й асоціативні зв'язки між фактами. Елементом структури виступає факт. Фактологічна система тексту — річ відносна, оскільки те, що автор вважає фактом, для читача може й не бути таким. Членування змісту тексту на факти залежить як від об'єктивних факторів (видільна роль рубрики, заголовка; архітектонічні елементи тексту, що допомагають виділити факт; мовні засоби, які виділяють факт, і т. д.), так і суб'єктивних: читач вважає фактом щось, що його цікавить, хоч воно у тексті і не виділене чітко як факт.

### Тематична авторська структура
Тематичній структурі протиставляється атематична структура, в якій відсутні будь-які тематичні зв'язки. Для нормального мовлення в цілому атематизм невластивий. Він може бути результатом побічних, немовленнєвих впливів на мовця або результатом невдалого редагування текстів, наприклад, пов'язаного зі скороченнями авторського твору.
Тематична структура охоплює весь текст і виявляється у тематичних зв'язках між фразами. Кожна наступна фраза має бути зв'язана з попередньою тематичним зв'язком.
Тематичні структури бувають однорідні й неоднорідні. Однорідною структурою називається така тематична структура, яка має одну тему, що проходить через усі фрази. При цьому в тематичній структурі можуть бути наявні тематичні відхилення не більше ніж на одну фразу. Інакше виникнуть побічні теми й однорідна тематична структура перетвориться в неоднорідну.
Неоднорідною тематичною структурою називається така структура, яка має мінімум дві теми, одна з яких може бути основною. Неоднорідна тематична структура, в якій важко виділити основну тему, називається аморфною. Для однорідної тематичної структури властиві такі зв'язки:
- основний тематичний зв'язок (фрази зв'язані одним і тим же предметом розповіді);
- субтематичний зв'язок (наступна фраза ієрархічно підпорядкована попередній — від загального до конкретного, від загального до деталі тощо);
- макротематичний зв'язок (наступна фраза є вершиною ієрархії відносно попередньої фрази від конкретного до загального).

Неоднорідні тематичні структури включають:
- асоціативний формальний, наприклад, звуковий зв'язок (утворюється паралельна тема на основі звукової асоціації);
- асоціативний змістовий зв'язок (наступна фраза виражає тему, яка асоціативно зв'язана з попередньою); цей зв'язок може бути різних типів:
  - ситуативний асоціативний зв'язок (наступна фраза є висловлюванням про предмет, що має просторове або часове відношення до предмета попередньої фрази — утворення суміжних тем);
  - предикативний асоціативний зв'язок (наступна фраза виражає причину, наслідок, атрибут, місце, час дії основного предмета розповіді).

### Тематична перцептивна структура
Ця структура залежить насамперед від особливостей перцепції тексту. Через це вона надміру індивідуалізована. Ця структура завжди є варіантом тематичної авторської структури. Чим більш неоднорідна тематична авторська структура, тим більш варіативною буде тематична перцептивна структура. Так, аналізований текст може мати кілька таких перцептивних структур, що безперечно є явищем негативним, оскільки це свідчить про неоднозначність змісту тексту.

### Композиційна структура
Композиція аналізованого тексту може розглядатися в межах кожної теми. Це змістова структура конкретної теми. Так, тема певного тексту може мати таку композицію:
- констатуючу частину;
- деталізуючу частину.

Ця композиція зазвичай тільки частково репрезентує зміст тексту, оскільки текст в більшості випадків багатотемний. Тоді текст фактично має кілька різнотемних композиційних структур, що безперечно є явищем небажаним. На рівні перцепції композиція тексту у межах певної теми буде сприйнята за тої умови, якщо тема буде виділена реципієнтом.

### Архітектонічна авторська структура
Оскільки архітектоніка покликана виражати композицію твору, то архітектонічна структура повинна своїми елементами відбивати композиційні елементи. Два елементи архітектоніки тексту — рубрика і заголовок — можуть виконати інформаційно-пошукову і темовидільну функцію. Це рубрика і заголовок.

### Логіко-поняттєва авторська структура
Дана структура протиставляється алогічній структурі, яка може бути результатом різних порушень нормального мовленнєвого акту або результатом незграбного втручання редактора в текст. Логіко-поняттєва структура, що лежить в основі тематичної змістової структури і зумовлює її, має такі зв'язки:
- предикативний зв'язок, що існує між поняттями, з яких складається предикат як продукт судження людини про щось. Мовно предикат може виражатися від одного речення до системи речень, що покривають весь твір. Предикативним зв'язком можуть бути зв'язані такі компоненти змісту, які виражають: актанти (діючі ролі — підмети, додатки), реляції (причина, допустовість, умова, мета), атрибути (означення, присудок, обставина способу і міри та ступеня), координати (місце, час);
- логічний ієрархічний зв'язок, що виражає співвідношення цілого і частини;
- предметно-категоріальний зв'язок виражає категоріальне співвідношення між предметами;
- ситуативний зв'язок, який існує між поняттями, що пов'язані лише ситуацією, — простором, часом.

Логічний предикативний зв'язок мовно виражається переважно складними реченнями й існує на стикові головних і підрядних речень.

### Логіко-поняттєва перцептивна структура
Розуміння реципієнтом логічних зв'язків між фразами залежить від багатьох причин і зокрема від мовної вправності автора, тематичної структури тексту. Чим більш неоднорідний тематично текст, чим більш він мовно незграбний, тим більша ймовірність, що читач не зможе легко вловити логічні зв'язки між фразами, а це вплине на загальне розуміння змісту тексту.

### Емоційно-експресивна структура тексту
Емоції, які вкладає автор у свій текст, можуть бути різними. Єдина вимога, що емоції, виражені попередньою фразою, не повинні контрастувати з емоціями наступної фрази або заважати її нормальному розумінню (перцепція). Крім того, емоції, фрази, що стосуються предмета розповіді, не повинні суперечити емоційному соціальному досвідові щодо даного предмета. Автор зачіпає емоції читача, від яких залежить подальше розуміння тексту. У цілому емоційні стани людини поділяють на позитивні (+), негативні (-) і відносно нейтральні (0).

### Інформаційна авторська структура
Не будь-який текст є носієм інформації. Є тексти, котрі покликані виконувати суто організуючу, агітаційну функцію. Інформаційними є ті тексти, які несуть нові повідомлення для реципієнта. Безперечно, ми не можемо говорити, що є тексти геть позбавлені інформації, можна говорити лише про відносно неінформативні тексти. З цього погляду, семантична структура тексту являє собою співвідношення «даного» і «нового». «Дане», «відоме» у тексті не є зайвим, воно лише має бути доцільно використаним за своїм обсягом. «Дане» необхідне тільки тою мірою, якою воно готує до сприйняття «нового», тобто інформації. Якщо «даного», «відомого» забагато, то воно набуває такої властивості, як ентропія, тобто невизначеності, незрозумілості, для чого автор розповідає про вже відомі речі. Надмірна ентропія тексту веде до втрати інтересу читача, він може припинити читати текст або послабити увагу для пошуку інформації, або відчути невдоволення від прочитаного.

### Інформаційна перцептивна структура
Ця структура часто може не збігатися з авторською, оскільки передбачити, що читачеві відомо, а що ні — важко. Необхідно дотримуватися правила золотої середини: щоб «дане» отримувача було більше за «дане» адресанта, без чого неможливе розуміння, і щоб «дане» отримувача було меншим «даного» адресанта, без чого інформація часто стає непотрібною. Текст має бути організованим так, щоб «дане» готувало читача до сприймання інформації. Якщо ж інформація може бути сприйнята і без уже відомого, то його треба уникнути.

### Комунікативна авторська структура
Основне призначення тексту — це вплив на людину. Вся його структура повинна бути пристосована до виконання цієї основної функції. Проблема щодо організації семантичної структури тексту була б знята, якби умови спілкування автора з читачем були завжди одні й ті ж. Насправді ж процес творення й сприймання кожного тексту неоднаковий, що й відбивається на його структурі.

### Психологічна авторська й перцептивна структури
Не завжди те, що говорить автор, буде адекватно сприйняте адресатом. Особливості породження і сприймання тексту зумовлені психологією співбесідників. Існують об'єктивні умови, які ускладнюють процес сприймання тексту. Відсутність безпосередньої комунікації обмежує автора та адресата у формах вираження й отримання змісту тексту. Поряд із діалогічним спілкуванням є «віяльне», під час якого дані про реакції аудиторії на текст можуть бути отримані лиш опосередковано і через деякий час. Об'єкт впливу при цьому спілкуванні — свідомість людей, розділених часом і простором, що передбачає особливу літературну обробку текстів.
Авторська психологічна структура тексту (тобто його зміст) повинна бути орієнтована на адресата з урахуванням психології його сприймання й розуміння. Авторська психологічна структура ніколи не може бути тотожною перцептивній психологічній структурі, але вона повинна наближатися до неї. Для цього автор повинен добре знати психологію сприймання тієї категорії читачів, якій адресується текст.
Увага до психологічної структури тексту проявляється ще з давніх часів. Так, професіональних мовців давно цікавило питання, як перебороти психологічний бар'єр слухача, пов'язаний з небажанням сприймати й розуміти висловлювання або нездатністю вловити авторську думку через довгу канву повідомлення.
Поширеною помилкою багатьох авторів є нерозуміння того факту, що автор, який більше знає про предмет мовлення, ніж говорить, не завжди в змозі зрозуміти, що в його тексті для співбесідника буде неповним або незв'язаним. Автор повинен чітко розмежовувати структури «для себе» і «для читача». Якщо у тексті фіксуються змістові «прогалини», що ускладнюють розуміння, то обов'язково треба логічно відновити це «провалля» змісту.